# Square de la Limagne
Le square de la Limagne est une voie du 13e arrondissement de Paris, en France.

## Situation et accès
Le square de la Limagne est une voie située dans le 13e arrondissement de Paris. Il débute au 2, avenue Boutroux et se termine au 21, boulevard Masséna.

## Origine du nom

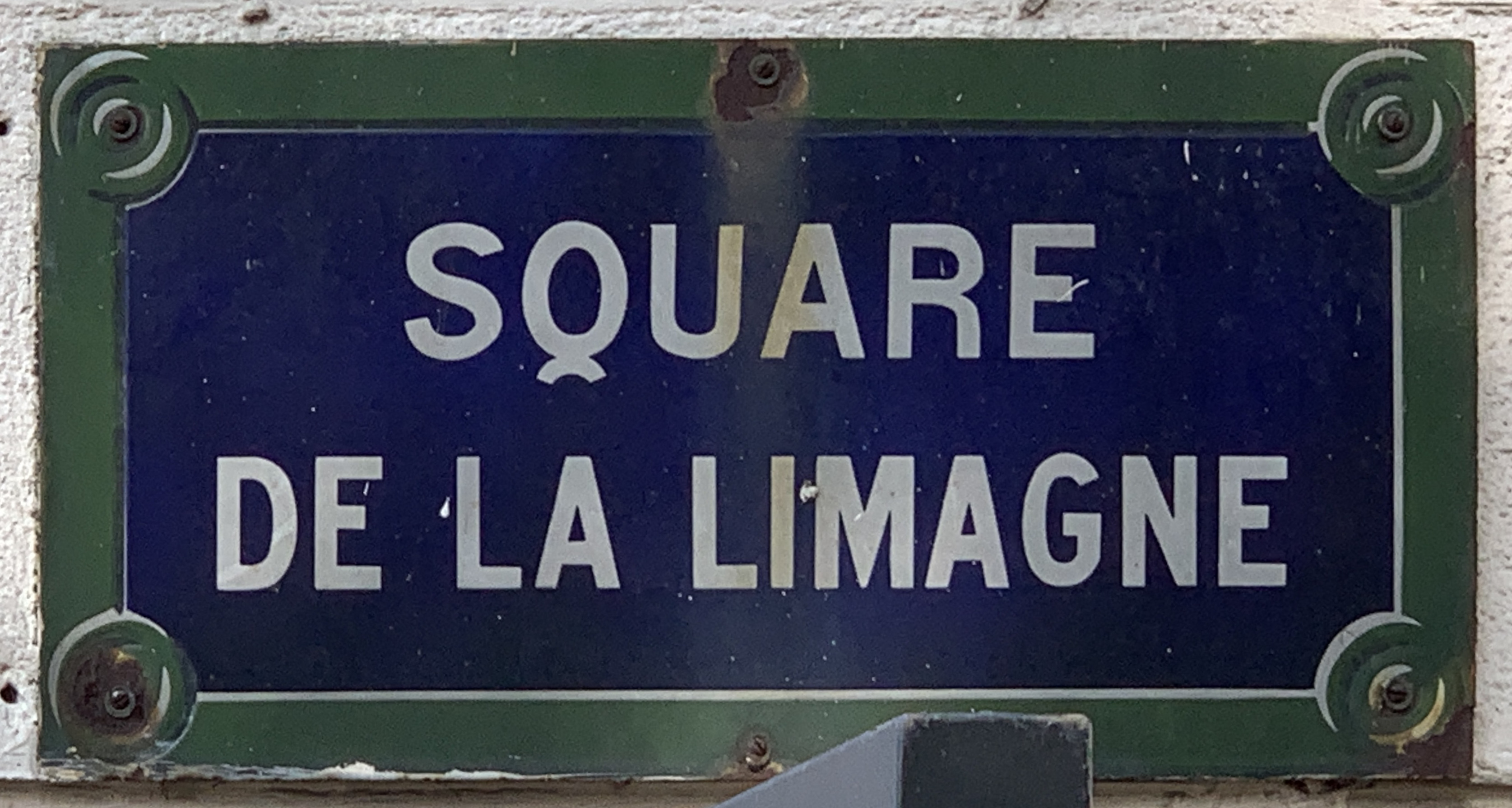
Plaque de la voie.

La voie rend hommage à la Limagne, grande plaine du centre de l'Auvergne, région historique du centre de la France.

## Historique
La voie est ouverte en 1932 pour desservir des habitations à bon marché (HBM) sur l'emplacement du bastion no 91 de l'enceinte de Thiers.